# Хорн, Изабель
Изабель Хорн (нем. Isabell Horn; род. 31 декабря 1983, Билефельд, Северный Рейн-Вестфалия) — немецкая актриса.

## Биография
Изабель родилась 31 декабря 1983 года в городе Билефельд. Училась в университете Билефельда, университете музыки и исполнительского искусства в Вене, университете искусств в Берлине.
Дебютировала на телевидении в 2009 году в немецкой мыльной опере «Хорошие времена, плохие времена», которая принесла ей известность и в которой она снималась до 2015 года. В 2015—2016 годах играла ту же роль в сериале «Всё, что имеет значение».
Также периодически играет в театре и появляется реалити-шоу. Снималась для журнала «Playboy».

## Фильмография
| Год       |   | Русское название                | Оригинальное название         | Роль           |
| --------- | - | ------------------------------- | ----------------------------- | -------------- |
| 2009—2015 | с | Хорошие времена, плохие времена | Gute Zeiten, schlechte Zeiten | Пия Кох        |
| 2010      | с | Моя чудесная семья              | Meine wunderbare Familie      | пианистка Лара |
| 2015—2016 | с | Всё, что имеет значение         | Alles was zählt               | Пия Кох        |
| 2017—2018 | с | За кадром                       | Offscreen                     | камео          |
| 2020—2021 | с | Сестра Бетти                    | Bettys Diagnose               | Рике Кёлер     |